# António Fernandes (Schachspieler)
António Fernandes (* 18. Oktober 1962 in Pampilhosa da Serra) ist ein portugiesischer Schachspieler.
Die portugiesische  Einzelmeisterschaft konnte er sechzehnmal gewinnen: 1980, 1983 bis 1985, 1989 bis 1992, 1996, 2001, 2006, 2008, 2014 bis 2016, 2018. Er spielte für Portugal bei achtzehn Schacholympiaden: 1980 bis 2006, 2010 bis 2012, 2016 bis 2018. Bei der Schacholympiade 1992 erhielt er eine individuelle Bronzemedaille für sein Ergebnis am zweiten  Brett. Er nahm fünfmal an den europäischen Mannschaftsmeisterschaften (1989, 1992, 1999, 2001 und 2017) teil.
Am European Club Cup nahm er 1993 mit TLP Lisboa teil. In England spielte er in der Four Nations Chess League 2001/02 für Slough.
Im Jahr 1985 wurde er Internationaler Meister (durch den Gewinn eines Zonenturniers), seit 2003 trägt er den Titel Großmeister. Seine Elo-Zahl beträgt 2353 (Stand: März 2020), seine bisher höchste war 2495 im Januar 1998.
| Hier fehlt eine Grafik, die leider im Moment aus technischen Gründen nicht angezeigt werden kann. Wir arbeiten daran! |